# Хоростово (Солигорский район)
Хоростово (бел. Хо́растава) — агрогородок в Солигорском районе Минской области Беларуси. Административный центр Хоростовского сельсовета.

## География
Расположен в 49 км от Солигорска и в 180 км от Минска.

## История
Недалеко от нынешнего Хоростово были племенные объединения и княжества.
Дреговичи — одно из крупнейших племенных союзов, занимали основную часть современной Беларуси. Жили они и на территории нынешнего Солигорского района.
Поселения обычно представляли собой укрепленные деревянной стеной, земляными валами, рвами или, если позволяла местность, крутыми берегами рек, поселки — городища.
Возникло городище и в Старобинском крае в период VIII—IX веков. Его следы сохранились между д. Хоростово и д. Пузичи.
В 1780 году была построена деревянная униатская церковь во имя Покрова Пресвятой Богородицы, которая во время общего воссоединения униатов была преобразована в православную.
В 1884 году была открыта церковно-приходская школа, в которой обучалось 12 мальчиков.
По данным 1844 года, в 35 дворах Хоростово проживало 198 человек.
В 1909 году в Ленинской волости Мозырского уезда Минской губернии.
В канун Великой Отечественной войны в деревне было 106 дворов и 735 жителей.
15 февраля 1943 года в ходе карательной операции «Хорнунг» фашисты сожгли деревню вместе с жителями.
После войны восстанавливать родную деревню вернулся и Василий Захарович Корж и превратил отстающий колхоз в успешное хозяйство.
При Корже проложили дорогу на Гоцк. В самом Гоцке построили кирпичный завод, из того кирпича потом строили фермы и дома.
В 2009 году в Хоростово насчитывалось 283 дома, где проживало 811 человек. Была средняя школа, Дом культуры, участковая больница, амбулатория, почта, комплексный приемный пункт КБО, лесничество.
В 2011 году деревня Хоростово преобразована в агрогородок.

## Население

### Численность
- 2009 год — 712 жителей

### Динамика
- 1909 год — 15 жителей, 1 двор (имение); 441 жителей, 61 двор (село)[4]
- 2003 год — 917 жителей, 291 двор[3]
- 2009 год — 712 жителей (перепись населения)[4]

## Культура
- Дом культуры
- Музей партизанского края имени В. З. Коржа

## Достопримечательность
- Братская могила партизан
- Могилы жертв фашизма
- Памятник В. З. Коржу[5]

## Известные лица
- Василий Захарович Корж — один из организаторов и руководителей партизанского движения в Белоруссии в годы Великой Отечественной войны. Генерал-майор (1943 г.), Герой Советского Союза (1944 г.).
- Михаил Иларионович Дворяков (род.1950) — белорусский педагог, специалист в области теории и методики физического воспитания, спортивной тренировки.